# لندووو-بوده
لندووو-بوده (به لاتین: Lendowo-Budy) یک روستا در لهستان است که در گمینا نووه پیکوته واقع شده‌است. لندووو-بوده ۶۰ نفر جمعیت دارد.